# 許泰鋌
許泰鋌（：／ Heo Tae-jeong；1965年9月12日—），大韓民國學生運動出身的自由派政治人物，第12任大田廣域市長。

## 生涯
1965年，許泰鋌出生於忠清南道禮山郡，他就讀忠南大學期間參加了學生運動。
盧武鉉政府時期，擔任青瓦台的人事管理員和社會管理員。他還曾擔任科學技術大臣吳明的政策顧問。
2010年，許泰鋌當選為儒城區廳長，並於2018年當選大田廣域市長。